# 玛蒂娜·希尔
玛蒂娜·希尔（德語：Martina Hill，1974年7月14日—）是一位德国女演员，主要表演喜剧。

## 生平
在柏林剧院工作室（Theaterstudio）学习后，主要在那里表演舞台剧。1998年起活跃于广播电台。2003年出演广告后，开始活跃于电视。因2011年起出演喜剧《屌丝女士》女主角而被中国观众所熟知 
。现居德国科隆。
她先后被授予德国喜剧奖，德国电视奖，以及久负盛名的格力莫-普雷斯奖和斑比奖。

## 大陸電視劇
- 2015年 屌丝男士4 飾 打劫女